# تحفيز كهربائي عبر القرنية
التحفيز الكهربائي عبر القرنية (TES) هو علاج تم تطويره للاستخدام في المرضى الذين يعانون من مجموعة متنوعة من أمراض العيون. يتضمن الإجراء وضع أقطاب كهربائية على شكل عدسات لاصقة على قرنية المريض، مع قطب كهربائي مرجعي على الجلد بالقرب من كل عين. يتم توصيل تيار ضعيف عبر الأقطاب الكهربائية، بهدف تحفيز الجهاز البصري وتعزيز نشاطه.
اعتبارًا من عام 2022، كانت هذه التقنية لا تزال في المراحل الأولى من البحث على المرضى من البشر. قدرت مراجعة للأدبيات المنشورة في عام 2020 أن هذا العلاج "فعال على الأرجح" في علاج التهاب الشبكية الصباغي، بناءً على الأدلة المتوفرة في ذلك الوقت.